# Epidendrum morrisii
Epidendrum morrisii là một loài thực vật có hoa trong họ Lan. Loài này được Hágsater & L.Cerv. mô tả khoa học đầu tiên năm 2001.